# Народный банк Казахстана
«Наро́дный Банк Казахста́на» («Қазақстан Халық Банкі», «Халык Банк», «Halyk Bank») - системообразующий универсальный коммерческий банк Республики Казахстан. Входит в группу «Halyk», осуществляющую банковскую, страховую, брокерскую и лизинговую деятельность. Центральный офис находится в городе Алматы. 
Является частным банком, форма юридического лица — «Акционерное общество».
Полное наименование на казахском языке — «Қазақстан Халық Банкі» акционерлік қоғамы, на русском языке — акционерное общество «Народный Банк Казахстана», на английском — Joint Stock Company «Halyk Bank of Kazakhstan».

## Собственники
На 1 апреля 2023 года крупным акционером АО «Народный Банк Казахстана» является АО Холдинговая Группа «АЛМЭКС» с долей владения 69,7 % от общего количества размещённых акций банка. Группа «АЛМЭКС» на паритетной основе контролируется Тимуром Кулибаевым с супругой Динарой Кулибаевой — зятем и дочерью бывшего президента Казахстана Нурсултана Назарбаева. Оставшиеся часть акций принадлежит держателям ГДР.

## Руководство
Председатель правления банка — Умут Шаяхметова (председатель правления с 2009), председатель совета директоров — Александр Павлов. Ранее руководящие посты в банке занимали: 
- Зейнулла Какимжанов (председатель правления банка в 1994—1997 годах);
- Едиген Муханов (председатель правления банка в 1997 году);
- Карим Масимов (председатель правления банка в 1997—2000 годах);
- Анвар Сайденов (председатель правления в 2000—2002 годах);
- Кайрат Сатылганов (председатель правления в 2002—2003 годах);
- Асия Сыргабекова (председатель правления в 2003—2005 годах);
- Григорий Марченко (председатель правления в 2005—2009 годах).

## Деятельность

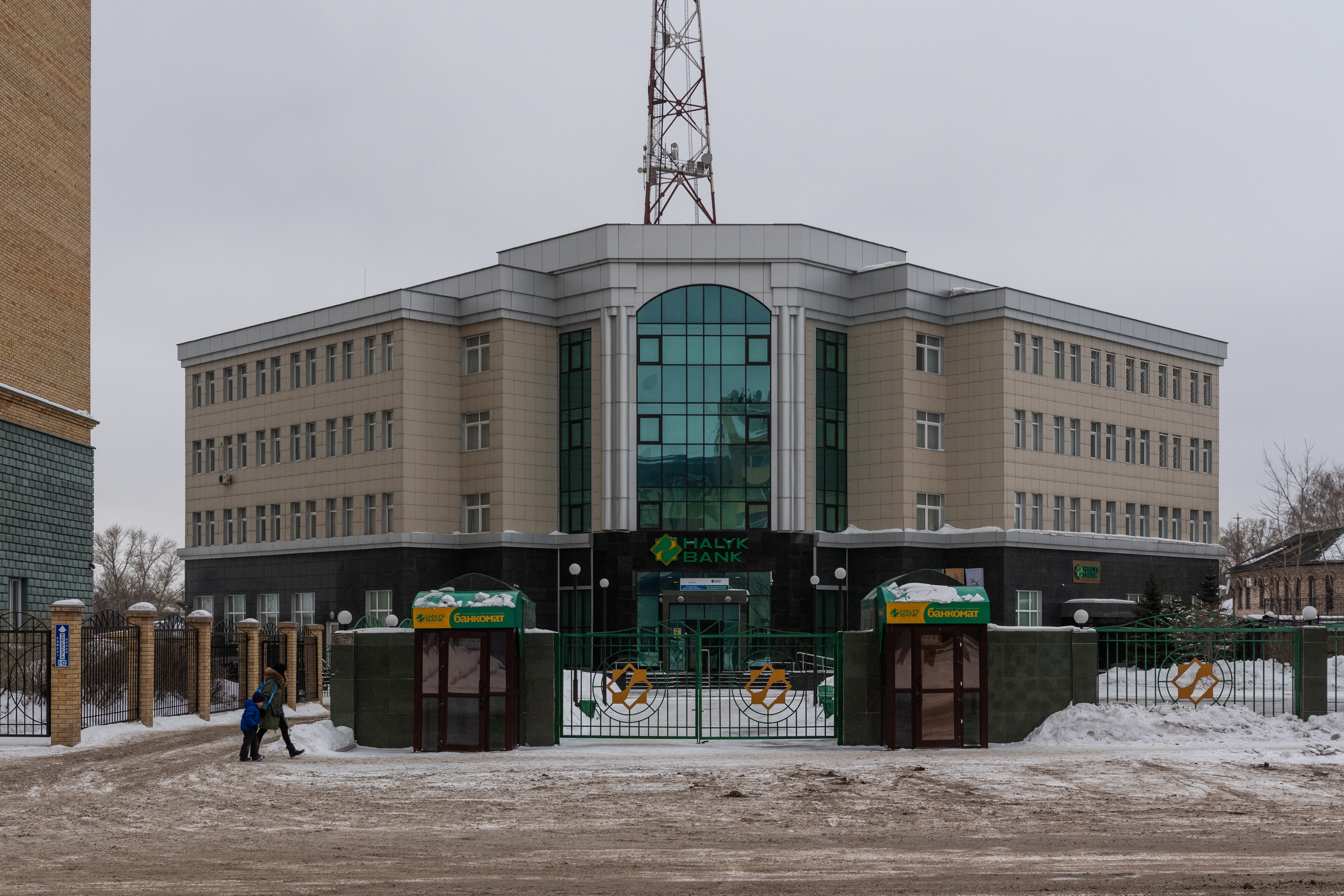
Офис банка в Караганде

Банк эмитирует карточки платёжных систем Visa International, MasterCard International, China UnionPay. Лицензия на проведение банковских и иных операций и деятельности на рынке ценных бумаг № 1.2.47/230/38/1 от 3 февраля 2020 года выдана Агентством Республики Казахстан по регулированию и развитию финансового рынка.
19 апреля 2005 года — банк первым в Казахстане реализовал «Мобильный банкинг» в рамках пилотного проекта с Visa CEMEA «Мобильный банк — Verified by Visa». Эта система позволяет  контролировать движения средств на карточном счету, осуществлять денежные переводы с карточки Народного банка на карточку любого банка мира, и оплачивать услуги сотовой связи с мобильного телефона.
В марте 2007 года банк впервые в Казахстане реализовал функциональность «Деньги с Visa на Visa — 24/7» — услугу по совершению перевода денег посредством банкомата или мобильного телефона между держателями карточек VISA.
28 июля 2018 года «Halyk Bank» приобрёл Казкоммерцбанк за 1 тенге.
В конце 2022 года стало известно, что Halyk Bank решил продать АО "Коммерческий банк «Москоммерцбанк» и что сделка была окончательно согласована 19 декабря.
В 2022 году банк продал дочерние финансовые организации в Таджикистане и России, у него остались дочерние банки в Кыргызстане, Грузии и в Узбекистане.
По состоянию на декабрь 2022 года занимал первое место по собственному капиталу среди казахстанских банков.
В июле 2025 года Halyk Bank и платежный сервис Click из Узбекистана заключили стратегическое соглашение, согласно которому банк приобретает 49% доли в Click за 176,4 млн долларов, акционеры Click покупают аналогичную долю в Tenge Bank («дочка» Halyk Bank в Узбекистане) за 60,76 млн долларов. 

## Каналы обслуживания

### Филиальная сеть
Филиальная сеть банка в Казахстане на 31 декабря 2022 года насчитывает 24 областных и 120 районных филиалов, а также 428 расчетно-кассовых центров.

### Интернет-банкинг Halyk Homebank
Halyk Bank развивает дистанционные каналы обслуживания через финансовый портал Halyk Homebank, ранее Homebank. Через него можно без комиссий оплачивать коммунальные услуги, сотовую связь, обучение, услуги детских садов, налоги, штрафы за нарушение ПДД, осуществлять переводы между картами и счетами, управлять продуктами и заказывать другие услуги, получать госуслуги и приобретать страховые продукты дочерних страховых организаций. Количество пользователей приложения Halyk Homebank на 1 января 2022 года — 8 млн клиентов.

## Продукты и услуги

### Для физических лиц
На 1 января 2022 г. клиентская база банка составила 12,4 млн человек, при этом доля уникальных активных клиентов, пользующихся хотя бы одним продуктом — 73 %, с количеством платежных карт в портфеле свыше 15 млн единиц. По состоянию на начало 2022 года Halyk Bank является лидером по обслуживанию зарплатных клиентов, а также получателей пенсий и пособий.

### Для юридических лиц
Одним из ключевых и передовых продуктов Halyk Bank для юридических лиц является Onlinebank — полноценный круглосуточный онлайн портал по работе со счетами, переводами, платежами компаний. Ассортимент карточных продуктов позволяет банку предоставлять качественный сервис зарплатным компаниям, а также осуществлять кредитование малого, среднего бизнеса и корпоративных клиентов. На 1 января 2022 г. насчитывал 273 тыс. клиентов онлайн-банкинга для клиентов КБ и МСБ.

## Достижения и награды
В 2000 году Народный банк стал вторым среди банков СНГ (после ОАО «Сбербанк России» (РФ) и первым среди казахстанских компаний по полученному объёму чистой прибыли по результатам ежегодного глобального рейтинга двух тысяч крупнейших публичных компаний мира, составленного американским финансово-экономическим журналом «Forbes» (Forbes Global 2000).
В мае 2003 года в Лондоне на международном саммите-конференции «Global Rating Leaders 2003» Народный банк Казахстана получил почётную награду «International Gold Medal Award» за качество оказания услуг и эффективность управления. «Global Rating» является членом Международного информационно-маркетингового центра.
В июле 2006 года журнал Euromoney присудил Народному банку награду «The best bank in Kazakhstan in 2006» («Лучший банк Казахстана в 2006 году»). Журнал The Banker включил Народный банк в список 1000 крупнейших банков мира, где банк занял 658-е место по капиталу первого уровня.
1 июня 2006 года агентство Standard & Poor's разместило отчёт по различным достижениям и результатам деятельности крупнейших банков Казахстана, России и Украины. Народный банк был назван лучшим по показателям ROA (отношение операционной прибыли к суммарным активам) и чистой процентной маржи — на конец 2005 года ROA банка составило 3 %, а чистая маржа превысила 7 %.
В 2007 году Банк был назван журналом Asian Banker «Лучшим розничным банком в Центральной Азии».
В 2008 году Банк получил премию «Алтын Журек» в номинации «Организация года». Также в этом году журнал Euromoney присвоил Народному банку награду «Ведущий банк в корпоративном управлении в развивающихся странах Европы».
В 2015 году Народный банк был удостоен награды «Банк года в Казахстане» на 16-й церемонии награждения, организованной авторитетным международным финансовым журналом The Banker в Лондоне. В этом же году казахстанское интернет-издание Vlast.kz назвало председателя правления Народного банка Умут Шаяхметову финансистом года. Также в 2015 году Народный банк победил в акции «Успех гарантирован», проведенной Фондом развития предпринимательства «Даму» . Фонд «Даму» также присвоил Народному банку награду «Лучший банк по поддержке бизнеса в регионах».
В 2016 году журнал International Banker назвал председателя правления Народного банка Умут Шаяхметову банкиром года в Восточной Европе. Также в этом году рейтинговое агентство «РИА Рейтинг» назвало Народный банк самым прибыльным казахстанским банком в рейтинге банков СНГ, занявшим четвёртое место в рейтинге по прибыли. Также в 2016 году международная платежная система Union Pay International назвала Народный банк крупнейшим эмитентом платежных карточек UPI в Казахстане.
В 2017 году журнал Euromoney присвоил Народному банку награду «Лучший казахстанский финансовый институт». В этом же году журнал Global Finance назвал Народный банк лучшим банком в Казахстане. Также в 2017 году Казахстанская фондовая биржа KASE присвоила Народному банку звание «Лидер рынка» и вручило награду «За стремление к прозрачности».
31 июля 2018 года читатели журнала Forbes назвали «Народный банк Казахстана» одним из лучших банков в Казахстане.
В 2018 году международный журнал «EMEA Finance» по результатам ежегодного отбора лучших сделок на международных рынках капитала -«EMEA Finance Achievement Awards 2018» наградил Halyk Bank в номинациях «Лучший банк в Казахстан» и «Лучшая сделка на рынке слияний и поглощений в 2018 году».
В 2019 году издание EMEA Finance признало Halyk Bank как «Лучший банк в Казахстане в сфере торгового финансирования».
В 2020 году издание International Finance признало Halyk Bank Best Managed Bank 2020, издание Euromoney признало Halyk Bank победителем в номинации Excellence in leadership in CEE 2020 и журнал Asiamoney — Best Corporate and Investment Bank in Kazakhstan — 2020.
В 2021 году журнал Global Finance назвал «Народный банк Казахстана» «Лучшим Банком для малого и среднего бизнеса в Казахстане 2021» (Best SME Bank in Kazakhstan 2021).
В 2022 году издание International Business Magazine признало Halyk Bank победителем в номинациях «Лучшая цифровая трансформация — Казахстан 2022» и «Лучший розничный банк — Казахстан 2022».

## Места в рейтингах
В рейтинге 1000 крупнейших банков СНГ, подготовленном центром экономического анализа «Интерфакс-ЦЭА» по итогам 2005 года, Банк занял 12-е место по объёму активов, на первое полугодие 2006 года — 11-е место, по итогам 2006 года 14-е место, в 2007 году 13-е место, в 2008 году 15-е место среди банков СНГ и 3-е место среди банков Казахстана.
По итогам первого полугодия 2018 года возглавил ТОП-3 самых прибыльных банков Республики Казахстан.
В 2020 году рейтинговое агентство QRA наградило Halyk Bank за «Лучший годовой отчет в финансовом секторе РК».
К августу 2022 объём розничных депозитов у Halyk Bank вырос на 370,2 млрд тг, достигнув в общей сложности 4,69 трлн тг. Банк к августу 2022 занимает 34,2 % рынка розничных депозитов.

## Критика
Критикуется за длинные очереди. Также были выявлены факты, когда деньгами клиентов распорядились по своему усмотрению. Банк оправдывает низкое качество тем, что имеет огромное количество отделений по республике, и поэтому качество не везде одинаковое.